# Paulene Stone
 (juin 2023).
Paulene Stone, née le 21 juin 1941, mère de la célèbre chasseuse de primes Domino Harvey, est un mannequin anglais vedette du British Vogue des années 1960 durant le Swinging London.

## Biographie
Elle commence sa carrière comme mannequin dans les années 1960 pour plusieurs magazines comme le Vogue britannique et tournera quelques films. Elle marque les débuts de carrière du photographe David Bailey. Paulene Stone est surtout connue pour avoir été la femme de l'acteur Laurence Harvey et la mère de la célèbre chasseuse de primes Domino Harvey.

### Vie familiale
Paulene Stone se maria trois fois.
1. Laurence Harvey (1972-1973) (divorce), une fille Domino (né en 1969).
2. Paul Morton (?-?) (divorce), un fils Harry.
3. Mark Burns (1990-2007) (mort de son mari).

## Filmographie
- 1968 : ITV Playhouse (TV): Un model
- 1968 : Maldonne pour un espion (A Dandy in Aspic) : L'oiseau rouge (pas créditée)